# Dominik Kahun
Dominik Kahun (n. 2 iulie 1995, Planá⁠(d), Plzeň, Cehia) este un jucător de hochei pe gheață ce a reprezentat Germania, medaliat olimpic. A participat la o ediție a Jocurilor Olimpice (2018) în care a câștigat o medalie de argint.